# إقليم باردوبيتسه
إقليم باردوبيتسه (بالتشيكية: Pardubický kraj) هو أحد أقاليم جمهورية التشيك الأربعة عشر التي استحدثت حسب التقسيمات الإدارية الجديدة لجمهورية التشيك سنة 2000. يقع الإقليم في الوسط الشرقي للبلاد، وذلك شرقي منطقة بوهيميا التاريخية، وفي الشمال الغربي لمنطقة مورافيا التاريخية.
عاصمة هذا الأقليم هي باردوبيتسه وبها تسمّى، ويحده من الشمال إقليم هرادتس كرالوفه، ومن الشرق إقليم أولوموتس، ومن الجنوب الشرقي إقليم جنوب مورافيا، ومن الجنوب إقليم فيسوتشنا، ومن الغرب إقليم بوهيميا الوسطى.

## المقاطعات
يقسم الإقليم إلى 4 مقاطعات وهي:
- مقاطعة خروديم Okres Chrudim
- مقاطعة باردوبيتسه Okres Pardubice
- مقاطعة سفيتافي Okres Svitavy
- مقاطعة أوستي ناد أورليتسي Okres Ústí nad Orlicí

## اقرأ أيضاً
- أقاليم جمهورية التشيك
- باردوبيتسه